# Perrissina crocea
Perrissina crocea är en tvåvingeart som beskrevs av Malloch 1938. Perrissina crocea ingår i släktet Perrissina och familjen parasitflugor. Inga underarter finns listade i Catalogue of Life.